# Port lotniczy Triest
Port lotniczy Triest – port lotniczy położony 33 km na północny zachód od centrum Triestu, w regionie Friuli-Wenecja Julijska, w prowincji Gorycja, w północnych Włoszech.

## Linie lotnicze i połączenia
| Linia Lotnicza | Kierunek |
| -------------- | --- |
| Air Dolomiti   | 1. Frankfurt |
| ITA Airways    | 1. Mediolan-Linate 2. Rzym-Fiumicino Sezonowo: 1. Olbia |
| Ryanair        | 1. Barcelona 2. Bari 3. Paryż-Beauvais 4. Berlin 5. Brindisi 6. Katania 7. Dublin 8. Kraków 9. Londyn-Stansted 10. Malta 11. Neapol 12. Olbia (od 3 kwietnia 2024) 13. Palermo 14. Walencja Sezonowo: 1. Budapeszt (od 2 czerwca 2024) 2. Cagliari 3. Bruksela-Charleroi 4. Sevilla |
| Wizz Air       | 1. Tirana |